# 장산토성
장산토성은 전라남도 신안군 장산면에 있다. 2000년 1월 31일 신안군의 향토유적 제14호로 지정되었다.

## 개요
배미산에서 대성산과 용골, 공수리, 활목을 연결하는 약 8Km정도에 달하는 토성의 흔적이 남아있다